# Нортамберланд (Пенсилванија)
Нортамберланд (енгл. Northumberland) град је у америчкој савезној држави Пенсилванија.

## Демографија
По попису из 2010. године број становника је 3.804, што је 90 (2,4%) становника више него 2000. године.
| Група             | 2000.         | 2010.         |
| Белци             | 3.645 (98,1%) | 3.617 (95,1%) |
| Афроамериканци    | 27 (0,7%)     | 37 (1,0%)     |
| Азијати           | 7 (0,2%)      | 11 (0,3%)     |
| Хиспаноамериканци | 23 (0,6%)     | 100 (2,6%)    |
| Укупно            | 3.714         | 3.804         |